# علی امامی راد
علی امامی راد (زادهٔ ۱۳۳۶ در کوهدشت) نماینده دوره دوازدهم مجلس شورای اسلامی از حوزه انتخابیه رومشکان و کوهدشت است. او عضو هیئت مدیره شرکت ملی گاز نیز بوده است. امامی راد نماینده حوزهٔ انتخابیهٔ کوهدشت در دورهٔ هفتم مجلس شورای اسلامی بوده‌است. وی پیش‌تر در دورهٔ ششم و چهارم نیز عضو این مجلس بود.